# Atleta Europeu do Ano
O Troféu Waterford Crystal de Atleta Europeu do Ano é um prémio anual entregue a praticantes de atletismo. O galardão é atribuído pela Associação Europeia de Atletismo (EAA), desde 1993.
O European Athletics Rising Star of the Year Award foi inaugurado em 2007, e pretende reconhecer as jovens promessas do talento atlético europeu.

## Vencedores(as)
| Ano  | Homens              | Senhoras            |
| ---- | ------------------- | ------------------- |
| 1993 | Linford Christie    | Sally Gunnell       |
| 1994 | Colin Jackson       | Irina Privalova     |
| 1995 | Jonathan Edwards    | Sonia O'Sullivan    |
| 1996 | Jan Železný         | Svetlana Masterkova |
| 1997 | Wilson Kipketer     | Astrid Kumbernuss   |
| 1998 | Jonathan Edwards    | Christine Arron     |
| 1999 | Tomáš Dvořák        | Gabriela Szabo      |
| 2000 | Jan Železný         | Trine Hattestad     |
| 2001 | André Bucher        | Stephanie Graf      |
| 2002 | Dwain Chambers      | Süreyya Ayhan       |
| 2003 | Christian Olsson    | Carolina Klüft      |
| 2004 | Christian Olsson    | Kelly Holmes        |
| 2005 | Virgilijus Alekna   | Yelena Isinbayeva   |
| 2006 | Francis Obikwelu    | Carolina Klüft      |
| 2007 | Tero Pitkämäki      | Blanka Vlašić       |
| 2008 | Andreas Thorkildsen | Yelena Isinbayeva   |
| 2009 | Phillips Idowu      | Marta Domínguez     |
| 2010 | Christophe Lemaitre | Blanka Vlašić       |
| 2011 | Mo Farah            | Mariya Savinova     |
| 2012 | Mo Farah            | Jessica Ennis       |
| 2013 | Bohdan Bondarenko   | Zuzana Hejnová      |
| 2014 | Renaud Lavillenie   | Dafne Schippers     |
| 2015 | Greg Rutherford     | Dafne Schippers     |
| 2016 | Mo Farah            | Ruth Beitia         |
| 2017 | Johannes Vetter     | Ekaterini Stefanidi |
| 2018 | Kevin Mayer         | Dina Asher-Smith    |
| 2019 | Karsten Warholm     | Mariya Lasitskene   |

## Vencedores(as) do Rising Star
| Ano  | Homens              | Senhoras                  |
| ---- | ------------------- | ------------------------- |
| 2007 | Andrew Howe         | Jessica Ennis             |
| 2008 | Raphael Holzdeppe   | Stephanie Twell           |
| 2009 | Christophe Lemaitre | Karoline Bjerkeli Grøvdal |
| 2010 | Teddy Tamgho        | Sandra Perković           |
| 2011 | David Storl         | Jodie Williams            |